# Murillo (Kolumbia)
Murillo – miasto w Kolumbii, w departamencie Tolima.